# Arsénolite
L'arsénolite est un minéral oxyde d'arsenic, de formule chimique As4O6. Il est formé comme produit d'oxydation des sulfures d'arsenic. On le trouve habituellement sous forme de petits octaèdres et il est de couleur blanche, mais des impuretés de réalgar ou d'orpiment peuvent lui donner une teinte rose ou jaune. Il peut être associé à son dimorphe la claudétite (une forme monoclinique de As2O3) ainsi qu'au réalgar (As4S4), à l'orpiment (As2S3) et à l'érythrite, Co3(AsO4)2·8H2O.
L'arsénolite fait partie des minéraux qui sont hautement toxiques.

## Occurrence
Elle a été décrite pour la première fois en 1854 pour une occurrence dans le district de Saint-Andreasberg, montagnes du Harz, Basse-Saxe, Allemagne.
Il se forme par l'oxydation de sulfures arsénicaux dans les veines hydrothermales. Il peut aussi se former à la suite d'incendies de veines de charbon.